# Лопин (Цюйцзин)
Лопи́н (кит. упр. 罗平, пиньинь Luópíng) — уезд городского округа Цюйцзин провинции Юньнань (КНР).

## История
Во времена государства Наньчжао здесь проживало племя лосюн. После распада государства Наньчжао эти места вошли в состав государства Цзыци народности и.
После завоевания Дали монголами и вхождения этих мест в состав империи Юань здесь в 1267 году была создана Лосюнская область (罗雄州). Во времена империи Мин Лосюнская область была в 1587 году переименована в Лопинскую область (罗平州). После Синьхайской революции в Китае была произведена реформа структуры административного деления, в ходе которой области были упразднены, и в 1913 году Лопинская область была преобразована в уезд Лопин.
После вхождения провинции Юньнань в состав КНР в 1950 году был образован Специальный район Илян (宜良专区), и уезд вошёл в его состав. В 1954 году Специальный район Илян был расформирован, и уезд перешёл в состав Специального района Цюйцзин (曲靖专区). В 1958 году уезды Лопин и Луси были присоединены к уезду Шицзун. В 1959 году уезд Луси был выделен вновь и передан в состав Хунхэ-И-Ханиского автономного округа, а оставшаяся территория была переименована в уезд Лопин. В 1961 году уезды Лопин и Шицзун были разделены вновь.
В 1970 году Специальный район Цюйцзин был переименован в Округ Цюйцзин (曲靖地区).
В 1997 году округ Цюйцзин был преобразован в городской округ.

## Административное деление
Уезд делится на 3 уличных комитета, 4 посёлка, 3 волости и 3 национальные волости.

## Экономика
Важное значение имеют сельское хозяйство (особенно выращивание рапса), производство рапсового масла и агротуризм.